# Escudo de Ruanda
La versión actual del escudo de Ruanda fue creada en 2001 al igual que la actual bandera nacional. Se compone de un anillo verde con un nudo en la parte inferior. Arriba figura una cinta con el texto en kiñaruanda Repubulika Y´U Rwanda (República de Ruanda) y abajo la divisa nacional "UBUMWE, UMURIMO, GUKUNDA IGIHUGU" que significa "UNIDAD, TRABAJO, PATRIOTISMO". En el interior aparecen representados el resto de los elementos que componen el escudo: el sol, sorgo y café, una cesta, una tuerca y dos escudos situados en los laterales.
Según la presidencia, el anillo y nudo verde simbolizan el desarrollo industrial a través del duro trabajo. Los escudos son un símbolo del patriotismo, la defensa de la soberanía nacional y la integridad y justicia.

## Escudo antiguo
El primer escudo de la República fue adoptado en 1964 a raíz de la independencia y era de forma triangular, con los costados laterales redondos. En ella figuraban un triángulo invertido con una azada, una guadaña y un arco tensado con la flecha, símbolos del trabajo y de la defensa de las libertades, y alrededor del triángulo las inscripciones en francés correspondientes al nombre oficial del estado RÉPUBLIQUE RWANDAISE (República Ruandesa) y el lema nacional LIBERTÉ – COOPÉRATION – PROGRÈS (Libertad, Cooperación, Progreso). El escudo estaba sumado de una paloma e iba acompañado en la punta de una cinta cargada con una rama de olivo, símbolos de paz. Acopladas a la parte trasera del escudo había dos banderas estatales, una a cada lado. Según el Estado, el escudo y la propia bandera se cambiaron porque se habían asociado con la brutalidad del genocidio ruandés. Sin embargo, algunos ruandeses en ese momento expresaron dudas sobre el razonamiento expuesto y simplemente vieron todo esto como un intento del gobernante Frente Patriótico Ruandés de expresar su poder político cambiando los símbolos del estado.
El emblema de Ruanda dentro de Ruanda-Urundi era un escudo en forma de diamante, de oro con un borde rojo y que mostraba un tambor real rojo y negro con cuerdas de oro. Sobre el tambor estaba la palabra “Rwanda” (Ruanda) en letras de sable. A modo de timbre, se encontraba el tradicional tocado real. El lema debajo del escudo era "Ibaga Y'inyabutatu Kijyambere" que significa "Los tres pueblos unidos prosperarán".

## Escudos históricos

Escudo de armas de la Compañía Alemana del África Oriental
Escudo de armas propuesto del África Oriental Alemana
Escudo de armas de Ruanda-Urundi (1922-1959)
Emblema de Ruanda (1920-1962)
Escudo de armas menor del Reino de Ruanda (1959-1962)
Escudo de armas del Reino de Ruanda
Escudo del Reino de Ruanda (Sin escudo bantú)
Escudo de armas de la República de Ruanda (1962-2001)